# 博多・カマチ杯
博多・カマチ杯（はかた・カマチはい）は、日本棋院が主催する囲碁の女流棋戦。2019年創設。日本棋院及び関西棋院に所属する女流棋士らによって争われる。正式な名称は「博多・カマチ杯 女流オープン戦」。
2020年に第1回が開催されたが、協賛のカマチグループが休止されていた女流名人戦へ協賛することになったため本棋戦は第1回で終了となった。

## 方式
- 16名による本戦トーナメントで優勝者を決定する。女流タイトルホルダー及びランキング上位棋士はシード。また、ワイルドカードでの出場枠がある。
  - 第1回は、タイトルホルダー2名・ランキング上位棋士3名が本戦にシード。予選枠は、日本棋院東京本院が6枠、中部・関西総本部が計2枠、関西棋院が2枠。また、ワイルドカード枠では台湾棋院所属の黒嘉嘉が出場。日本国外所属の棋士が日本の棋戦に出場するのは初の試みとなる[2]。本戦トーナメント1・2回戦は2月に開催。準決勝及び決勝戦は福岡市で4月に開催される予定であったが、新型コロナウィルスの影響により一度は6月に延期[3]、その後さらに延期され10月の開催となった[4][5]。
- 持ち時間は予選が1時間、本戦が2時間。残り5分より秒読み。コミは6目半。

## 結果
（左が優勝者）
1. 2020年  藤沢里菜 - 上野愛咲美